# Cipollotto nocerino
Il cipollotto nocerino è un prodotto (i bulbi di Allium cepa) che ha ottenuto il riconoscimento della denominazione di origine protetta (D.O.P.) ai sensi del Regolamento (CE) N. 510/2006 del Consiglio dell'Unione europea.

## Storia
Riproduzioni del cipollotto sono presenti in un affresco della casa pompeiana detta "del larario del Sarno".

## Uso medico
La Scuola medica salernitana ne consigliava l'uso riconoscendo al prodotto caratteristiche favorevoli alla salute umana.

## Zona di produzione
La zona di produzione del Cipollotto Nocerino DOP è concentrata in 21 comuni: Angri, Castel San Giorgio, Nocera Inferiore, Nocera Superiore, Pagani, Roccapiemonte, Sarno, San Marzano sul Sarno, Sant'Egidio del Monte Albino, San Valentino Torio, Scafati, Siano, in provincia di Salerno. Boscoreale, Castellammare di Stabia, Gragnano, Poggiomarino, Pompei, Santa Maria la Carità, Sant’Antonio Abate, Striano e Terzigno nella città metropolitana di Napoli.
Si tratta di un'area che si estende per oltre 1.400 ettari. 
La produzione, essendo praticamente ininterrotta, arriva fino a 50 000 tonnellate all'anno.

## Caratteristiche
Il calibro alla raccolta del cipollotto deve essere di 2–4 cm (caratteristica delle cipolle di medio-piccole dimensioni), il bulbo tunicato ha forma cilindrica, schiacciata ai poli, con un leggero ingrossamento alla base delle foglie. Il colore delle tuniche interne ed esterne deve essere interamente bianco. La polpa è succulenta e di sapore dolce; le foglie di color verde intenso, di forma lineare terminante a punta. 
Il prodotto è adatto soprattutto a un consumo fresco.

### Varietà
- Nocera
- Precoce la Regina
- Precoce Meraviglia
- Marzatica fredda
- Marzatica calda
- Nocerese
- Bianca di Castellammare
- San Michele
- Giugnese